# Vincenzo Carducci

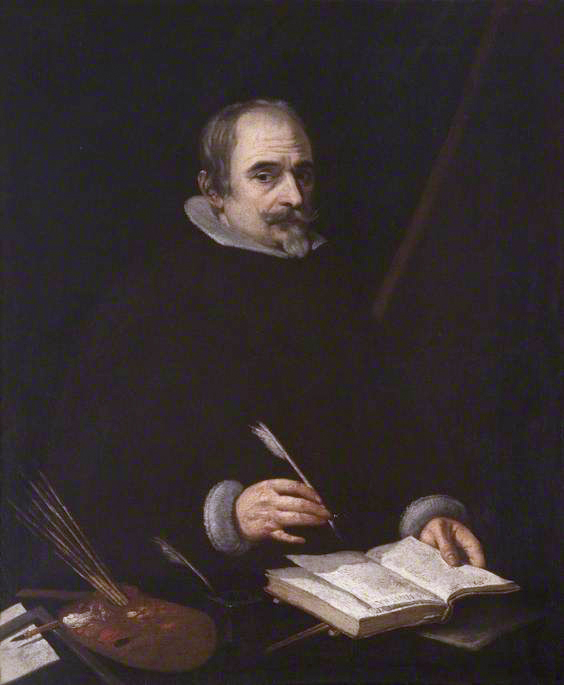
Autorretrato (por volta de 1633–1638).

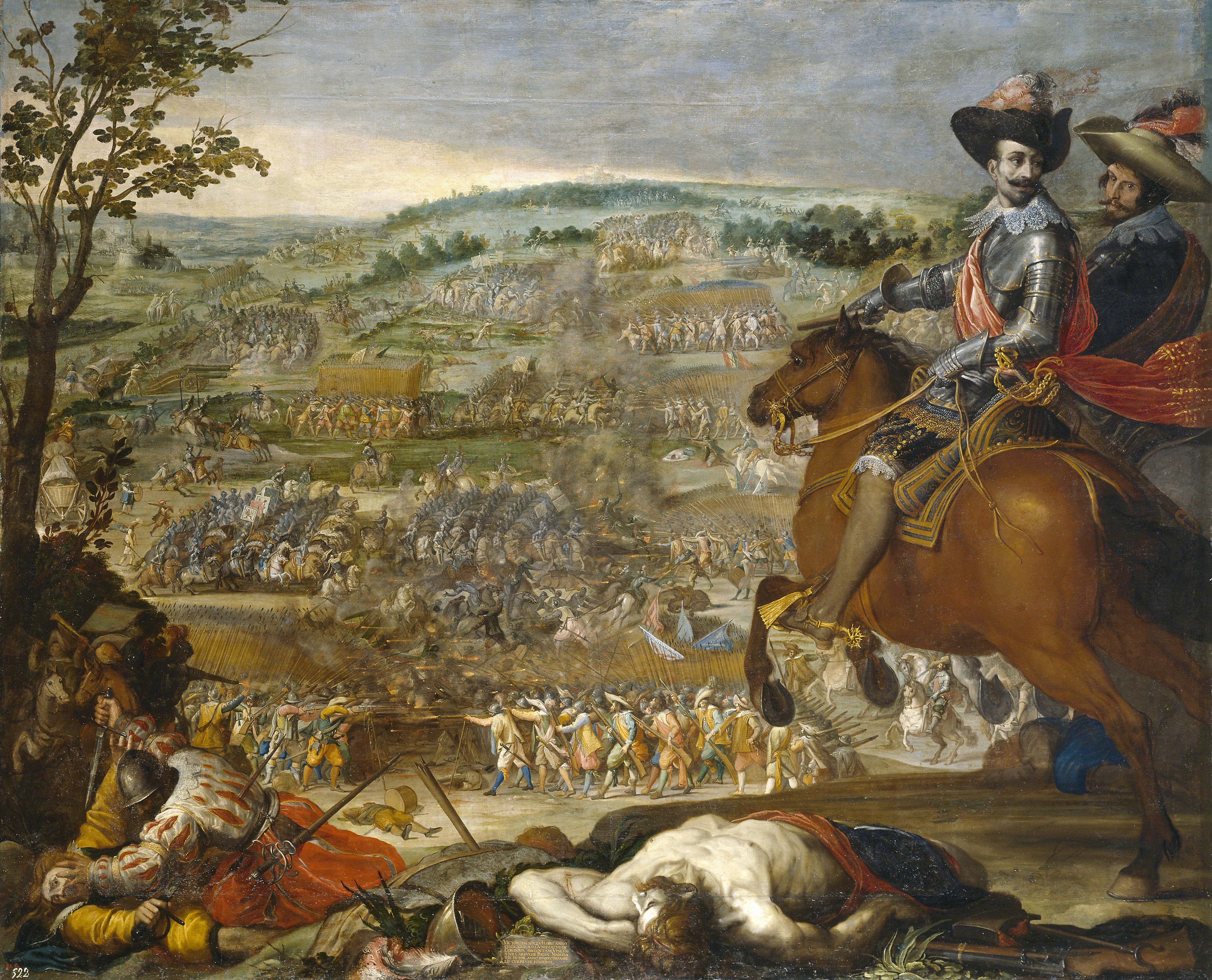
A Vitória de Fleurus.

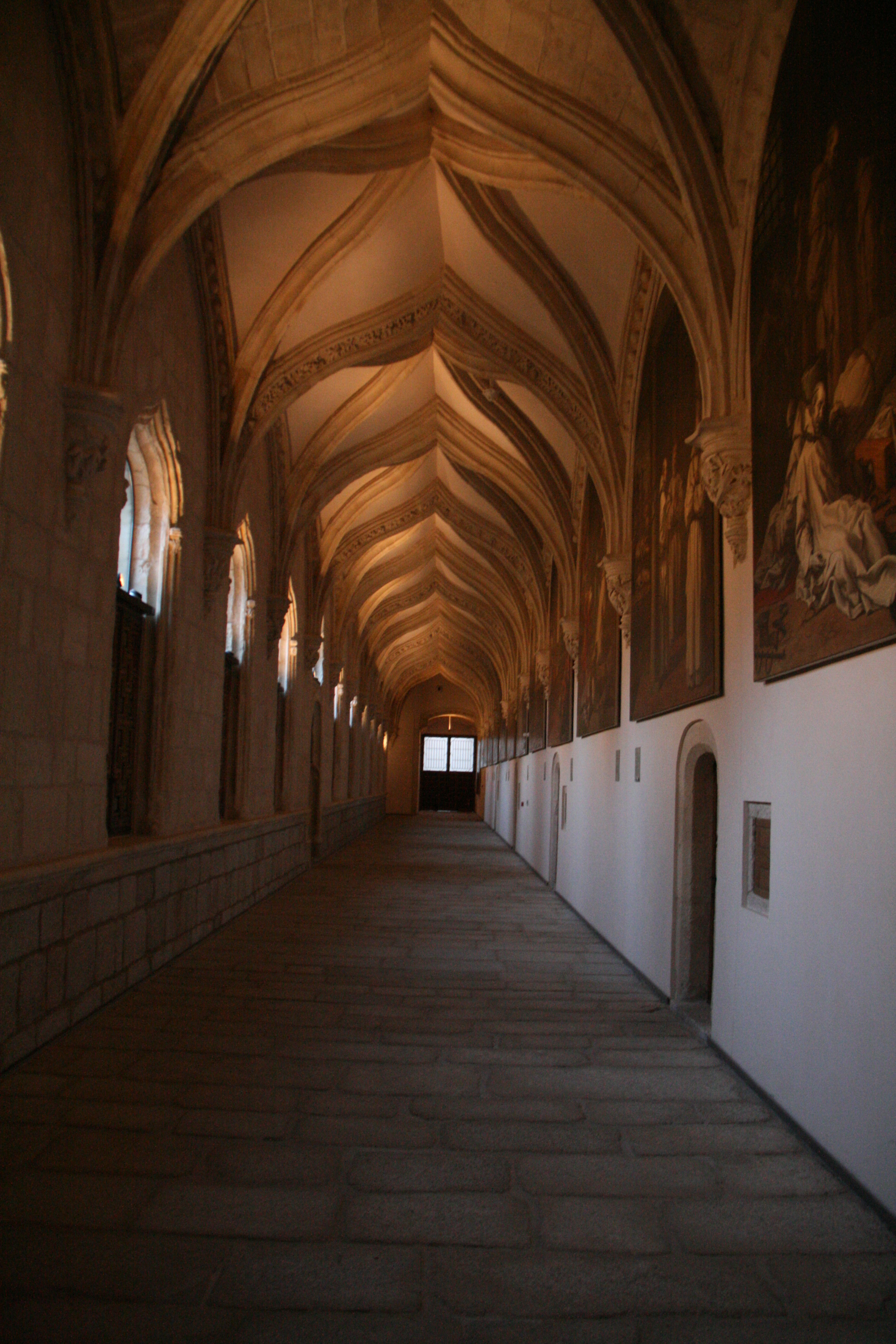
O interior remodelado do claustro da Cartuxa de el Paular com pinturas de Vincenzo Carducci

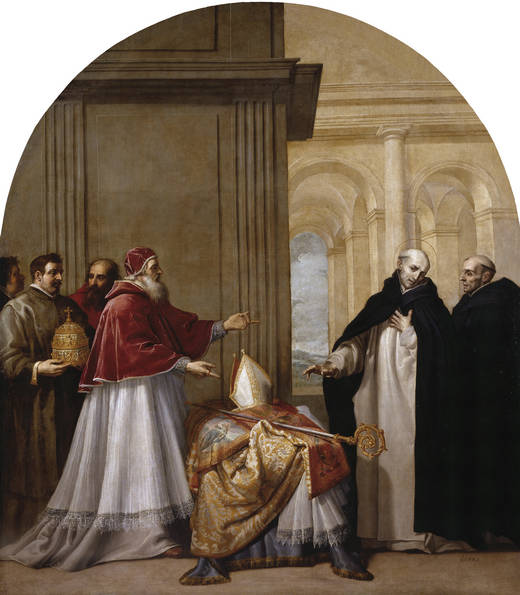
São Bruno recusa o arcebispado de Reggio di Calabria, de Vincenzo Carducci, Cartuxa de el Paular.

Vincenzio Carduccio (em espanhol, às vezes Vicencio ou Vicente Carducho; 1576 ou 1578 – 1638) foi um pintor italiano que passou sua carreira na Espanha.

## Biografia
Nasceu em Florença e foi treinado como pintor por seu irmão Bartolomeo Carduccio, a quem seguiu para Madrid ainda menino. 
Pintou inicialmente algumas obras em Valladolid e ajudou o irmão a pintar o Escorial para Filipe II de Espanha. Regressou à corte de Filipe III em Madrid em 1606 e ajudou a decorar o recentemente reconstruído Palácio del Pardo. Enquanto trabalhava, seu irmão morreu e Vincenzo tomou seu lugar. Ele pintou ali uma história de Aquiles. Quando terminou, foi contratado durante quatro anos pelos monges da Cartuxa de el Paular para decorar o seu mosteiro com 54 telas de figuras históricas no grande claustro. 27 representam a vida de São Bruno e 27 são de mártires.  
Trabalhou muito para o monarca subsequente, Filipe IV, e os seus melhores quadros são aqueles que executou para ele como decoração, hoje preservados no Prado. Exemplos de sua obra estão preservados em Toledo, Segóvia, e diversas outras cidades espanholas. Durante muitos anos trabalhou em Madrid como professor da sua arte, e entre os seus alunos estavam Juan Rizi, Pedro de Obregón, Vela, Francisco Collantes, e outros ilustres representantes da escola espanhola durante o século XVII. 
Ele também é autor de um tratado, De las Excelencias de la Pintura or Diálogos de la pintura, su defensa, origen, essencia, definición, modos, y diferencias,  publicado em 1633.  Foi escrito na tradição clássica como um diálogo entre um mestre e um aprendiz. Seguindo a estrita piedade do reino espanhol, o texto exorta:
“Que vergonha para mim e para todos aqueles que temerários e atrevidos, e sem meditação e sem melhorar as nossas almas, neste mundo se propuseram a pintar um retrato da Santíssima Rainha dos Anjos, Mãe do Todo-Poderoso, aquela que era cheia de graça, ela que será nosso meio para ganhar o céu ... Quão bem isso foi compreendido por aquele santo pintor monástico, Irmão Juan Fesulano..(que) nunca começou a pintar sem primeiro orar..e (que) chorava sempre que pintava Cristo na Cruz."
Carducci também atacou o verismo praticado por alguns como Velázquez, e particularmente criticou Caravaggio e seus seguidores, sobre os quais escreveu: 
“Seu novo prato é preparado com condimentos, com tanto sabor, apetite e tempero que ele superou a todos com petiscos tão escolhidos e uma licença tão grande que temo que os outros sofram apoplexia no princípios verdadeiros, porque a maioria dos pintores o segue como se estivessem famintos. Eles não param para refletir sobre o fogo de seu talento tão contundente, nem se são capazes de digerir uma técnica tão impetuosa, inédita e incompatível, nem se possuem a agilidade de Caravaggio para pintar sem preparação. Alguém já pintou, e com tanto sucesso, como esse monstro de gênio e talento, quase sem regras, sem teoria, sem aprendizado e meditação, apenas pelo poder desse gênio e do modelo à sua frente que ele simplesmente copiou tão admiravelmente. ? Ouvi um fanático da nossa profissão dizer que o aparecimento deste homem significa um pressentimento de ruína e fim da pintura, e como no final deste mundo visível o Anticristo, fingindo ser o verdadeiro Cristo com falsos e estranhos milagres e feitos monstruosos levaria consigo para a condenação um grande número de pessoas comovidas por suas obras que pareciam tão admiráveis (embora fossem em si enganosas, falsas e sem verdade ou permanência).
"Assim, este Anti-Michelangelo, com sua cópia vistosa e externa da natureza, sua admirável técnica e vivacidade, foi capaz de persuadir um número tão grande de pessoas de todos os tipos de que sua pintura é boa e que sua teoria e prática estão corretas, que eles têm viraram as costas à verdadeira maneira de se perpetuarem e ao verdadeiro conhecimento nesta matéria."
Carducci morreu em Madri.
O maior acervo de suas Obras permanece no Museu do Prado.  A Real Academia de Belas Artes de San Fernando possui duas pinturas da série realizadas para a Basílica de São Francisco, o Grande em Madrid. 